# Hitomi Kanehara
Hitomi Kanehara (金原 ひとみ Kanehara Hitomi) (Tokyo, 8 agosto 1983) è una scrittrice giapponese.

## Biografia
Dopo aver abbandonato gli studi a 15 anni, Kanehara approfondisce la propria passione per la lettura grazie anche al supporto del padre Mizuhito Kanehara, un affermato professore e traduttore di libri per l'infanzia. Scrive il suo primo romanzo Serpenti e piercing (Hebi ni piasu) a ventun anni vincendo il prestigioso Premio Akutagawa (in giuria l'acclamato scrittore Ryū Murakami) arrivando a vendere un milione di copie.

## Opere
- Serpenti e piercing (Hebi ni piasu) (2003), Roma, Fazi, 2005 Traduzione di Alessandro Clementi[4]
- Ash Baby. Shueisha Publishing Co., 2004.
- AMEBIC. Shueisha Publishing Co., 2005.
- Autofiction. Shueisha Publishing Co.,2006.
- Hydra. Shincho Publishing Co.,2007.

## Riconoscimenti letterari
- 2003 Premio Akutagawa per Serpenti e piercing (Hebi ni piasu), vincitrice più giovane insieme a Risa Wataya